# 喉音理論
喉音理論（德語：Laryngaltheorie、英語：laryngeal theory）是印欧语的歷史語言學中普遍接受的理論，它提出原始印欧语（PIE）有一组不能用比较法重构的音位，通常假定这些音位是发音位置在口腔后部的“喉音”，但具体音值不确定。相对于只用比较法重构出的音系，喉音理论的重构更有规律。尤其是该理论把印欧语元音变换推广到*e, *o以外的元音音位上。
该理论最常见的版本给PIE增设了三个音位：h₁, h₂和h₃。在多数后代语言中，这三个辅音和PIE的短元音融合后失去了。现在认为这些音位是辅音，发音位置在喉部，容易影响元音，但实际的发音部位仍在争论中。
叫做喉音是因為Hermann Möller和Albert Cuny认为它們有著涉及到在喉頭附近收縮的發音部位，如咽音、會厭音和聲門音。现在也有一些语言学家认为所谓的“喉音”可能是软腭音或小舌音。
叫做喉音的一組三個(或更多)輔音，它們出現在大多數當前對原始印歐語(PIE)的重构中。這些語音在所有現存的印歐語言中都消失了，但是有一些喉音據信存在於安納托利亞語族中，包括赫梯語。
喉音存在的證據大多是間接的，但是這個优美的理论解释了许多之前的理论无法解释的现象。充任了對跨越印歐語系語言間在元音之間的差異的解釋。例如梵語和古希臘語，二者都是 PIE 的后代，展示了很多有不同元音的類似的詞。假定希臘語的詞包含元音 [e] 而對應的梵語的詞轉而包含 [i]。喉音理論假定這些詞最初有相同的元音，但是已經消失了的臨近的輔音改變了這個元音。如果你標記假想的輔音為 <h₁>，則最初的 PIE 詞可以保留類似 *eh₁ 或 *ih₁ 的某個東西，或者可能是完全不同的聲音如 *ah₁。
喉音實際的語音學實現仍有爭議。

## 历史
该理论的雏形由弗迪南·德·索緒爾在1879年的一篇論述其他問題(论证 *a 和 *o 在 PIE 中是獨立音位)的文章中提出。在分析的过程中，索绪尔提出之前拟构的与*ǝ交替的长元音*ā, *ō实际上是PIE元音变换。即，这是e等级和零等级之间的交替，就像通常的元音变换，只是后面带了一个未知的音素。这个音素导致了元音音色的改变以及拉长（短*e变成长*ā, *ō）。所以，不像之前的学者那样拟构*ā, *ō和*ǝ音位，索绪尔拟构了*eA和*A的交替，以及*eO和*O的交替，其中A和O代表未知的音素。索绪尔简单地称其为coefficients sonantiques。当时索绪尔的观点只有少数学者接受，因为太抽象而且缺少直接证据。
赫梯語在20世紀早期被發現和破解，使得情况发生了改变。赫梯語有一个用阿卡德語音節文字书写的发音，通常转写為 ḫ ，比如 te-iḫ-ḫi“I put, am putting”。这个辅音和当时拟构的PIE的辅音似乎没有明显联系。当时提出了多種方案把這些赫梯語輔音与當時重構的 PIE 輔音系統建立起联系，但这些方案都有一些不令人满意的地方。Jerzy Kuryłowicz在1935年的Études indoeuropéennes I中提議用索緒爾的猜想来解释这些音的规律。他提出赫梯语的这个未知的辅音正是索绪尔假设的coefficients sonantiques的直接反映。從此(各種形式的)喉音理論被多數印歐學家所接受。
多數印歐學家至少接受某個版本的喉音理論，因為目前只有喉音理论可以有力地解釋印歐語言中的語音變化和變換模式，并解決了某些次要謎團，比如為什么只包含一个辅音和一个元音的动词词根，其元音总是长元音。比如以前重构为*dō-“给”的词根，喉音理论重構為 *deh₃。不只是比以前更經濟地顧及了變換模式（需要的元音变换类型更少），而且使這些詞根的结构与印欧语基本的輔音-元音-輔音模式相一致。
至于为何這些語音直到很晚才被印歐學家發現，主要是因为在所有印歐語言中，赫梯語及其他安納托利亞語言是仅有的证实有喉音的语言。在其他語言中，它們的存在最多只能通過它們在臨近語音上的影響，和在它們參與的變換模式上看出來。當喉音被直接證實時，它通常是作為特殊的元音而不是辅音(如下面古希臘語的例子)。

## 喉音的變體
喉音理論有很多變體。一些學者比如 Oswald Szemerényi 只重構一個喉音。一些人接受 Jaan Puhvel 的理論（見其Evidence for Laryngeals，Werner Winter社)重構了八個或更多。大部分學者使用基本的三個喉音:
- *h₁,“中性”喉音
- *h₂,“a-音色”喉音
- *h₃,“o-音色”喉音

还有一些學者允許第四個輔音*h₄，它與 *h₂ 的區別是它不反映為安納托利亞語的 ḫ，但反映为阿尔巴尼亚语重读元音之前的词首的h。例如，PIE*h₄órǵʰiyeh₂“睾丸”对应阿尔巴尼亚语herdhe“睾丸”，赫梯语arki-“睾丸”；PIE*h₂ŕ̥tkos反映为阿尔巴尼亚语ari，赫梯语hart(ag)ga-(=/hartka-/)。当不确定是*h2还是*h4的时候，使用*ha。还有一种类似的但接受度小得多的理论，是 Winfred P. Lehmann 的觀點，基于赫梯語中有不一致反映的基礎上，認為 *h₁ 實際上是兩個獨立的語音。(他假定一個是聲門塞音而另一個是聲門擦音。)
安納托利亞語中的关于喉音存在的直接證據：PIE *a 是相当罕见的音，但出現在大量良好詞源的詞首。PIE(傳統的) *anti“in front of and facing” > 希臘語 “against”; 拉丁語 ante“in front of, before”；梵語  “near; in the presence of”。但是赫梯語中有一個名詞 ḫants“front, face”，还具有各種派生詞(ḫantezzi“first”等等)，指明存在一個 PIE 名詞词根 *h₂ent-“face”( *h₂enti 是其方位格單數)。(但这并不意味着所有詞首是*a的重構形式都應修改為 *h₂e。)
類似地，PIE旧的重構 *owi-“绵羊”（词干是y而非i），依据是梵語ávi-, 拉丁語 ovis, 希臘語ὄϊς。但盧維語是ḫawi-，指出重构应该修正为*h₃ewis。

## 发音
喉音的發音仍有相當多的爭論，并且已經給出了各種論證來确定它們的發音位置。首先這些語音在毗鄰音位上的影響已經得到很好的证明。來自赫梯語和烏拉爾語的證據足以得出這些語音是“聲門音”或在口腔中非常後面的部位上發音。同樣的證據也与它們是擦音的假定（不是近音或塞音）相吻合，這個假定被喉音在輔音叢中的表現所強烈支持。

### *h₁
Beekes（1995）提出*h₁是声门塞音[ʔ]，这一假定仍非常普遍。但是聲門塞音不太可能在烏拉爾語借詞中反映為擦音，比如在詞 lehti < *lešte <= PIE *bhlh₁-to 中出現的情況。Winfred P. Lehmann基于赫梯语中的反映提出不同的理论，认为*h₁有两个发音：声门塞音[ʔ]和声门擦音[h]。
Jens Elmegård Rasmussen（1983）提出 *h₁ 是帶有音节主音同位異音[ə]的清声门擦音[h]。支持的论据有：1.[ə]和[e]很接近（这两个音在希腊语中合并了）；2.不同於 *h₂ 和 *h₃，半元音和輔音之間的*h₁不能在希臘語和吐火羅語中产生輔助元音；3.在類型學上 [h] 給出 PIE 中送氣輔音存在的可能性。
一个新的观点认为，三个喉音就是传统拟构中三组舌背塞音（硬颚音、软腭音、圆唇软腭音）所对应的擦音，*h₁就是硬腭擦音[ç]。

### *h₂
從以當代語言特別是閃米特語為條件對此類語音的所知，*h₂ (“a-音色”喉音)可能是咽音或會厭音的擦音比如 [ħ]、[ʕ]、[ʜ] 或 [ʢ]。咽音/會厭音在閃米特語中經常導致 a-音色。
Rasmussen 認爲 *h₂ 的輔音實現為 [x]，帶有音節主音同位異音 [ɐ]。

### *h₃
類似的由于其 o-音色效果而一般假定 *h₃ 為圓唇(唇化)。它經常被基於來自詞根 *peh₃“drink”的完成時形式 *pi-bh₃- 而被認為是濁音。基於和阿拉伯語的類比，某些語言學家假定 *h₃ 也是加上圓唇化的咽音/會厭音 [ʕʷ ~ ʢʷ]，儘管假定它是軟腭音 [ɣʷ] 可能更加常見。(在烏拉爾語中的反映不管它是軟腭音還是咽音都是一樣的。)
Rasmussen 假定 *h₃ 的輔音實現為 [ɣʷ]，帶有音節主音同位異音 [ɵ]。

## 派生语言中的证据支持

### 喉音的直接反映
直接的证据仅限于安那托利亚语族。赫梯语的ḫ (hh)，卢维语的h，以及吕基亚语的x被解释为PIE的*h₂的反映。
| PIE词根    | 意义       | 安纳托利亚语中的反映                        | 同源词                                                                          |
| ---------- | ---------- | ------------------------------------------- | ------------------------------------------------------------------------------- |
| *peh₂-(s)- | 保护       | 赫梯语 paḫḫs-                               | 梵语 pā́ti, 拉丁语 pascere (pastus), 希腊语 patéomai                             |
| *dʰewh₂-   | 呼吸，烟雾 | 赫梯语 tuḫḫāi-                              | 梵语 dhūmá-, 拉丁语 fūmus, 希腊语 thūmos                                        |
| *h₂ent-    | 前面       | 赫梯语 ḫant-                                | 梵语 ánti, 拉丁语 ante, 希腊语 anti                                             |
| *h₂erǵ-    | 白色，银色 | 赫梯语 ḫarki-                               | 梵语 árjuna, 拉丁语 argentum, 希腊语 árguron, 吐火罗语A ārki                    |
| *h₂owi-    | 绵羊       | 卢维语 hawi-, 吕基亚语 xawa-                | 梵语 ávi-, 拉丁语 ovis, 希腊语 ó(w)is                                           |
| *péh₂wr̥    | 火         | 赫梯语 paḫḫur, 卢维语 pāḫur                 | 英语 fire, 吐火罗语B puwar, 希腊语 pûr                                          |
| *h₂stér-   | 星星       | 赫梯语 ḫasterz                              | 英语 star, 梵语 stā́, 拉丁语 stella, 希腊语 astḗr                                |
| *h₂ewh₂os  | 祖父       | 赫梯语 ḫuḫḫa-, 卢维语 ḫuḫa-, 吕基亚语 χuge- | 哥特语 awo, 拉丁语 avus, 亚美尼亚语 haw                                         |
| *h₁ésh₂r̥   | 血         | 赫梯语 ēšḫar, 卢维语 āšḫar                  | 希腊语 éar, 拉丁语 sanguīs, 亚美尼亚语 aryun, 拉脱维亚语 asinis, 吐火罗语A ysār |

### 间接反映
| PIE | 中间过渡 | 反映      |
| --- | -------- | --------- |
| eh₂ | ā        | ā, a, ahh |
| uh₂ | u        | ū, uhh    |
| h₂e | a        | a, ā      |
| h₂o | o        | o, a      |

#### 元音着色和延长
1.H着色。PIE的*e在*h2和*h3的前后音值发生改变，但在*h1不变。
| 喉音在前  | 喉音在后  |
| --------- | --------- |
| h₁e > h₁e | eh₁ > eh₁ |
| h₂e > h₂a | eh₂ > ah₂ |
| h₃e > h₃o | eh₃ > oh₃ |

2.H丢失。喉音在短元音前丢失。喉音在另一个辅音之前也会丢失，并导致前面的元音延长。
| 元音之前 | 辅音之前 |
| -------- | -------- |
| He > e   | eHC > ēC |
| Ha > a   | aHC > āC |
| Ho > o   | oHC > ōC |
| Hi > i   | iHC > īC |
| Hu > u   | uHC > ūC |

H着色和H丢失的结果
|          | PIE        | 拉丁语           | 梵语  | 希腊语   | 赫梯语   |
| -------- | ---------- | ---------------- | ----- | -------- | -------- |
| *iH > ī  | *gʷih₂-wós | vīvus            | jīva  | bíos     |          |
| *uH > ū  | *dʰweh₂-   | fūmus            | dhūma | thūmós   | tuwaḫḫaš |
| *oH > ō  | *sóh₂wl̥    | sōl              | sū́rya | hḗlios   |          |
| *eh₁ > ē | *séh₁-mn̥   | sēmen            |       | hêma     |          |
| *eh₂ > ā | *peh₂-(s)- | pāscere (pastus) | pā́ti  | patéomai | paḫḫas   |
| *eh₃ > ō | *deh₃-r/n  | dōnum            | dāna  | dôron    |          |

|          | PIE            | 拉丁语        | 梵语        | 希腊语       | 赫梯语      |
| -------- | -------------- | ------------- | ----------- | ------------ | ----------- |
| *Hi > i  | *h₁íteros      | iterum        | ítara       |              |             |
| *Hu > u  | *pélh₁us       | plūs          | purú-       | polús        |             |
| *Ho > o  | *h₂owi-        | ovis          | ávi         | ó(w)is       | 卢维 ḫawa   |
| *h₁e > e | *h₁ésti        | est           | ásti        | ésti         | ēšzi        |
| *h₂e > a | *h₂ent *h₂erǵ- | ante argentum | ánti árjuna | antí árguron | ḫanti ḫarki |
| *h₃e > o | *h₃érbh-       | orbus         | arbhas      | orphanós     | ḫarp-       |

#### 希腊语的三重反映
在三种情况下，希腊语显示出规则的元音模式，不见于其他派生语言的同源词中。在喉音理论建立之前，学者们比较了希腊语、拉丁语和梵语，推断PIE存在元音ə。这三种情况是：1.在辅音之间（短元音）；2，单词之首辅音之前（短元音）；3.与流音或鼻音结合[r, l, m, n]（长元音）。
1.在辅音之间
拉丁语是a，梵语是i，而希腊语是e, a或o。
2.单词之首辅音之前
希腊语表现为e, a,或o，拉丁语和梵语无表现。
3.与流音或鼻音结合
拉丁语显示为流音/鼻音+ā；梵语显示为īr/ūr或者单独的ā；希腊语显示为流音/鼻音+ē/ā/ō。
相比于重构ə，喉音理论更优美，只要假设这些希腊语的元音来自元音着色和H丢失。
|     |        | *CHC | *HC- | *r̥H   | l̥H    | *m̥H | *n̥H |
| --- | ------ | ---- | ---- | ----- | ----- | --- | --- |
| *h₁ | 希腊语 | e    | e    | rē    | lē    | mē  | nē  |
|     | 拉丁语 | a    | 丢失 | rā    | lā    | mā  | nā  |
|     | 梵语   | i    | 丢失 | īr/ūr | īr/ūr | ā   | ā   |
| *h₂ | 希腊语 | a    | a    | rā    | lā    | mā  | nā  |
|     | 拉丁语 | a    | 丢失 | rā    | lā    | mā  | nā  |
|     | 梵语   | i    | 丢失 | īr/ūr | īr/ūr | ā   | ā   |
| *h₃ | 希腊语 | o    | o    | rō    | lō    | mō  | nō  |
|     | 拉丁语 | a    | 丢失 | rā    | lā    | mā  | nā  |
|     | 梵语   | i    | 丢失 | īr/ūr | īr/ūr | ā   | ā   |

## 對元音變換的解釋
既然喉音作為輔音是1935年在赫梯語中發現的，那么索緒爾在55年前的猜想是以什么作為基礎的呢? 根源在於對不同結構的原始印歐詞根的元音變換模式如何相互匹配的再分析。

### 詞根的元音變換模式
原始印歐語構詞結構的一個特征是有叫做 ablaut 的一個元音變換系統。已經辨識了一些不同的這種模式，但是最常用的是在多半的詞根、很多動詞和名詞詞幹、甚至在一些詞綴(例如屬格單數結尾被證實為 -*es、*-os 和 *-s)中“e/o/零”的變換。不同狀態叫做元音變換等級；e-等級和 o-等級一起叫做“完全等級”，而任何元音都沒有叫做“零等級”。
因此詞根 *sed-“to sit (down)”(詞根傳統上選用 e-等級，如果它有元音變換)有三個不同形式: *sed-, *sod- 和 *sd-。這類模式可以遍及 PIE 詞根清單找到并且是明晰的:
- - sed-: 拉丁語 sedeō“am sitting”, 古英語 sittan“to sit”< *set-ja- (帶有umlaut) < *sed-; 希臘語 “seat, chair”< *sed-。

- - sod-: 拉丁語 solium“throne”(拉丁語 l 零星的替代在元音間的 d，羅馬文法家稱之為薩賓語特征) = 古愛爾蘭語 suideⁿ /suð'e/“a sitting”(全部細節正規的來自 PIE *sod-yo-m)；哥德語 satjan = 古英語 settan“to set”(使役詞) < *sat-ja- (也有 umlaut) < PIE *sod-eye-。PIE *se-sod-e“sat” (完成時) > 梵語  通過 Brugmann定律。
  - sd-: 在復合中如 *ni-“down” + *sd- = *nisdos“nest”: 英語 nest < 原始日耳曼語 *nistaz，拉丁語 nīdus < *nizdos (都是正規發展的)。完成時的第三人稱複數將是 *se-sd-ṛ，印度-伊朗語 *sazdṛ, 它給出梵語  /sēdur/ (通過正規發展)。

### 長元音結尾詞根
除了平常的“輔音+元音+輔音”結構的平常詞根之外，還有也是良好證實了的詞根如 *dhē-“put, place”: 它們結束於一個元音，它在與有完全等級的詞根如 *sed 在同一范疇時總是長元音；并且在預期零等級的形式中，在開始於一個輔音的詞綴之前，我們找到了短元音，重構為 *ə 或 schwa。這個元音的跨語言對應不同於其他五個短元音。(如下面展示的那樣，在開始於一個元音的詞綴之前，沒有在詞根中存在元音的跡象。)
不管是什么導致了在詞根如 *sed-/*sod-/*sd- 中短元音徹底消失，推斷出在相同條件下長元音也應完全消失是合理的，但卻留下一種剩余。這種剩余在印度語中反映為 i 而在伊朗語中被去掉了；它在希臘語中給出不同的 e, a, o；在其他語言中它大多和 PIE *a 的反映結合到了一起(總得記住在非詞首音節中的短元音在意大利語、凱爾特語和日耳曼語中要經列各種冒險):
- - dō-“give”: 拉丁語 dōnum“gift”= 古愛爾蘭語 dán /dāṅ/ 和梵語 - ( =  帶有音高重音)；希臘語  (重復現在時)“I give” = 梵語 。但是在分詞中，希臘語 “given” = 梵語 -, 拉丁語datus 都來自 < *də-tó-。

- - stā- “stand”: 希臘語  (重復現在時，正規的來自 *si-stā-)，梵語  不定過去時“stood”，拉丁語 testāmentum“testimony”< *ter-stā- < *tri-stā- (“三方”或類似意思)。但是梵語 -“stood”，希臘語 “a standing”，拉丁語目的(supine)不定式 statum“to stand”。

傳統上把詞根 *sed- 和 *dō- 類型比照列表如下:
| 完全等級   | 弱等級  |        |
| ---------- | ------- | ------ |
| sed-, sod- | sd-     | “sit”  |
| dō-        | də-, d- | “give” |

### 響音結尾的詞根
但是還有其他的“正常”詞根的模式，比如以六個共鳴音(*y w r l m n)結尾的詞根，它們是原始印歐語中特有的，依賴於毗連的是什么聲音，它們可以是音節主音(效果上是元音)和輔音二者:
詞根 *bher-/bhor-/bhṛ- ~ bhr-“carry”
- - bher-: 拉丁語 ferō = 希臘語 ，阿維斯陀語 barā，梵語 ，古愛爾蘭語 biur, 古諾爾斯語 ，古英語 bere 意思都是“I carry”；拉丁語 ferculum“bier, litter” < *bher-tlo-“implement for carrying”。
  - bhor-: 哥德語和斯堪地納維亞語 barn“child”(= 英語方言 bairn)，希臘語 “I wear [clothes]”；梵語 -“burden”(*bhor-o- 通過Brugmann定律)。
  - bhṛ- 在輔音前: 梵語 -“a carrying”；哥德語 gabaurþs /gaborθs/，古英語 gebyrd /jebyrd/，古高地德語 geburt 意思都是“birth” < *gaburdi- < *bhṛ-tí-。
  - bhr- 在元音前: 吠陀梵語  第三人稱複數“they carry”< *bhi-bhr-ṇti；希臘語 “chariot footboard big enough for two men”< *dwi-bhr-o-。

### 索緒爾的洞察
索緒爾的洞察在於把長元音詞根如 *dō-, *stā- 同詞根如 *bher- 相匹配，而不是匹配於 *sed- 這類的詞根。就是說，不把“schwa”當作長元音的剩余，而是作為在詞根的所有等級中存在的一個音素，如同 *bher-/*bhor-/*bhṛ- 中的 *r 一樣，只是在完全等級形式中它同正常的 e/o 詞根元音結合成了長元音，并帶有 e 等級的“音色改變”；這個神秘音素自身只在零等級形式中可見:
| 完全等級     | 零等級      |         |
| ------------ | ----------- | ------- |
| bher-, bhor- | bhṛ- / bhr- | “carry” |
| deX-, doX-   | dẊ- / dX-   | “give”  |  (Ẋ = 神秘音素的音節主音形式)
索緒爾只處理了兩個這種音素，對應於我們的 *h₂ 和 *h₃。后來這個理論的解釋能力和它的優雅被人們注意到了之后，對它進行了改進，增加了第三個音素 *h₁，它有同另兩個一樣的加長和音節主音化性質但對毗鄰元音的音色沒有影響。索緒爾對這些音素的語音沒有什么提議，他給出的術語“coéfficients sonantiques”只是對在詞根如 *bher- 中的滑音、鼻音和流音(也就是 PIE 共鳴音)的一般使用的術語。
如上所述，在形式如*dwi-bhr-o-(希臘語  的詞源)中，這個新“coéfficients sonantiques”(不像六個共鳴音)在任何后代語言中都沒有反映。因此復合的 *mṇs-dheH-“to fix thought, be devout, become rapt”形成了名詞 *mṇs-dhH-o-，在原始-印度-伊朗語中為 *mazdha-，梵語 - //“sacrificial rite, holiness”(如上述  < *sazdur 一樣的正規發展)，阿維斯陀語 mazda-“name (originally an epithet) of the greatest deity”。

### 中間夾著響音的詞根
還有另一類無疑問的詞根，其中阻礙音包圍了一個共鳴音。在零等級中，不像 *bher-類型詞根那樣，這個響音總是音節主音(總是在兩個輔音之間)。例如 *bhendh-“tie, bind”:
- - bhendh-: 日耳曼語形式如古英語 bindan“to tie, bind”，哥德語 bindan；立陶宛語 beñdras“chum”，希臘語 “rope, cable”/pēsma/ < *phenth-sma < *bhendh-smṇ。
  - bhondh-: 梵語 -“bond, fastening”(*bhondh-o-；格拉斯曼定律) = 古冰島語 bant，古英語 bænd，哥德語 band“he tied” < *(bhe)bhondh-e。
  - bhṇdh-: 梵語 - < *bhṇdh-tó-(Bartholomae定律)，古英語 gebunden，哥德語 bundan；德語 Bund“league”。

### 音節主音喉音的三分希臘語反映
游離的喉音可以在孤立或表面上孤立的形式中找到；下面的音節主音 *h₁, *h₂, *h₃ 的三分希臘語反映是特別有用的。(后面有關于它們的注釋)。
- - ḥ₁ 希臘語 “wind”(參照拉丁語 animus“breath, spirit; mind”，吠陀梵語 “breathes”) < *anə-“breathe; blow”(現在的 *h₂enh₁-)。可能還有希臘語 “mighty, super-human; divine; holy”，參見梵語 -“vigorous, energetic”。

- - ḥ₂ 希臘語 “father” = 梵語 -, 古英語 fæder, 哥德語 fadar, 拉丁語 pater。還有 *meǵḥ₂“big”中性 > 希臘語 , 梵語 。

- - ḥ₃ 希臘語 “plow”= 威爾士語 aradr, 古諾爾斯語 arðr, 立陶宛語 árklas。

## 對特殊詞根的解釋

### 雙音節詞根
上述詞根都是直接了當的并且直接適合整體模式。有少量特定的詞根有看起來表現得像 *bher- 類型，有時又不像任何其他詞根那樣，比如有時零等級中有長音節主音，指出一種兩元音結構。這些詞根被各異的叫做“重基詞根”、“雙音節詞根”和“seṭ 詞根”(這是  文法的術語，后面會有解釋)。
例如，詞根 *ǵenə-“be born, arise”在常見的詞源字典給出如下:
- (A) *ǵen-, *ǵon-, *ǵṇn-
- (B) *ǵenə-, *ǵonə-, *ǵṆ- (這里的 Ṇ = 長音節主音 n)

(A)形式出現在這個詞根跟隨著開始於元音的詞綴的時候；(B)形式出現在這個詞根跟隨著開始於輔音的詞綴的時候。如上所述，完全等級(A)形式看起來就像 *bher- 類型，但是零等級總是并且只有音節主音共鳴音的反映，就像 *bhendh- 類型而不像任何其他類型，這里有第二個詞根元音(總有并只是 *ə) 跟隨著第二輔音:
*ǵen(ə)-
- (A) PIE *ǵenos- 中性 s-詞幹“race, clan” > (荷馬式)希臘語 ，梵語 -，阿維斯陀語 zanō, 拉丁語 genus, -eris。
- (B) 希臘語 “begetter, father”； < *ǵenə-ti- “origin”；梵語 -“birth, lineage”，-“progenitor, father”，拉丁語 genitus“begotten” < genatos。

*ǵon(e)-
- (A) 梵語 “beget” = 古英語 cennan /kennan/ < *ǵon-eye-(使役詞)；梵語 -“race”(o-等級的 o-詞幹) = 希臘語  “offspring”。
- (B) 梵語  第三人稱單數“was born” < *ǵe-ǵon-e。

*ǵṇn-/*ǵṆ-
- (A) 哥德語 kuni“clan, family” = 古英語 cynn /künn/, 英語 kin; 梨俱吠陀梵語  第三人稱複數完成時 < *ǵe-ǵṇn- (這是個遺跡，在變形范例中正規梵語形式是重新建模的 )。
- (B) 梵語 -“born”= 拉丁語 nātus (古拉丁語 gnātus，類似形式如 cognātus“related by birth”，希臘語 “brother”)；希臘語 “belonging to the race”。(在希臘語形式中的 ē 可以證明是最初的，不是從原始希臘語 *ā 的雅典-愛奧尼亞方言發展。)

波你尼文法術語是(也就是 )字面意思是“帶有一個 /i/”。這用於指稱一種特定詞根，如 -“be born”，它在詞根和后綴之間有一個 /i/，正如我們在梵語 (動名詞)中見到的那樣。與之對應的是(“沒有 /i/”)詞根，比如 -“slay”: -“slayer”，-“a slaying”，(動名詞)。在  的分析中，這個 /i/ 是個連接元音，既非詞根也非后綴的一部分。簡單的就是某些詞根有效的列入到“接受一個 -i- ”的詞根列表中。
但是歷史學家已經有了如下優勢: 替換的特殊性質，“/i/ 的存在”，和在第二位置唯一允許存在的元音恰巧是 *ə，在把 *ǵenə- 正確的理解為 *ǵenH- 之后就可以得以優雅的解釋了。就是說，從印歐語的角度看，替換模式簡單的就是 *bhendh- 的模式，帶有的額外細節，*H 不像阻礙音(塞音和 *s)，它將變為在兩個輔音之間的音節，因此 *ǵenə- 有了上述類型(B)這樣的形式。
這些詞根的輔音前零級的驚人反映(比如梵語 ，希臘語 ，拉丁語 nā，立陶宛語 ìn)可以通過加長在消失了喉音前的(最初完全普通的)音節主音共鳴音來解釋，而相同的喉音甚至在開始於一個元音的詞綴之前保護了前面的共鳴音的音節主音地位: 上面提到過的古老的吠陀梵語形式  (< *ǵe-ǵṇh₁-ṛ)在結構上完全相同於形式 *da-dṛś-ur“they saw” < *de-dṛḱ-ṛ。
附帶的說，把這個詞根重新設計為 *ǵenH- 還有其他結論。一些上面提到過的梵語形式中有看起來像來自在開音節中的 o-等級詞根元音的東西，但是卻未能通過 Brugmann定律加長成為 --。在把它理解為在元音前的 *ǵonH- 這樣的形式的時候一切就都明白了，*o 實際上不在開音節中。這還意味著形式如 “was born”，看起來像是表現了 Brugmann 定律作用，而實際上是錯誤的證據: 在梵語完成時態中，整類的  詞根全體獲得  第三人稱單數形式的形態。(進一步討論參見 Brugmann定律。)

### 塞音接喉音結尾詞根
還有一些結束於塞音接著喉音的詞根，比如 *pleth₂-/*pḷth₂-“spread, flatten”，得出梵語 -“broad”陽性(= 阿維斯陀語 -), -陰性，希臘語 (零等級)；梵語 -“wideness”(完全等級)，希臘語 “flat stone”。喉音解釋了：(a)在原始-印度-伊朗語中的 *t 到 *th 的變化；(b)在希臘語 -a-，梵語 -i- 和在阿維斯陀語中沒有元音的對應(阿維斯陀語兩音節的 “broad”陰性，對應梵語三音節的 -)。

### 告誡
在對特別是來自印度的語言資料的解釋中已經做了一些告誡。梵語保留了多數的動機不清的代換固有模式(比如區分  詞根和  詞根)，這提供了在“錯誤”模式上鑄就新形式的模型。這里有很多形式如 -“thirsty”和 -“slenderness”，是對毫不含糊的  詞根的  形成；和反過來的對可靠的  詞根的  形式如 “fills”、-“filled”(比較於“真實”過去分詞 -)。梵語保留了奇妙而清晰的喉音語音的影響，但是歷史語言學家要格外小心: 甚至對于吠陀梵語，證據必須在這些形式的古代遺跡和語言材料的整體質地上做仔細權衡(原始印歐語自身有著在其組成上有某種程度變化的詞根，如 *ǵhew- 和 *ǵhewd- 都含義為“pour”，這也就沒有幫助了；他們稱的“詞根擴展”用更分析性的術語就是喉音。)

## 構詞中的喉音
類似於任何其他輔音，喉音在動詞和名詞的結尾和派生構詞中發揮了作用，唯一的不同是對告知發生了什么的更大困難性。例如印度-雅利安語可以包含非常明確反映喉音的形式，但是沒有辦法知道是哪一個。
下面是在原始印歐語構詞中喉音的一個概要。

### *h₁
- - h₁ 可以在工具格結尾中見到(可能最初不關心數，類似於 by hand 和 on foot 類型的英語表達)。在梵語中，陰性 i- 和 u-詞幹分別有工具格結尾 -。在梨俱吠陀中，有一些古老的 a-詞幹(PIE o-詞幹)帶有工具格結尾 -，但是即使在最古老的文本中通常的結尾是 -，來自 n-詞幹。

- 希臘語有一些副詞結尾於 -，而更重要的是邁錫尼希臘語形式如 e-re-pa-te“with ivory”(也就是 )

- 中性雙數的標記是 *-iH，梵語的 “two carrying ones (neut.)”, “two names”，“two yokes”(< ? *yuga-ī?)。參照希臘語: 荷馬形式的 “the (two) eyes”明白的來自 *h₃ekʷ-ih₁ (以前是 *okʷ-ī)，通過了完全正規的語音定律(有中介的 *okʷye)。

- - -eh₁- 從事件性詞根得出靜態動詞意義: PIE *sed-“sit (down)”: *sed-eh₁-“be in a sitting position”(> 原始意大利語 *sed-ē-ye-mos“we are sitting”> 拉丁語 sedēmus)。它可以明確的證實於凱爾特語、意大利語、日耳曼語(第四類弱動詞)和波羅的語/斯拉夫語中，并在印度-伊朗語中有些蹤跡(在阿維斯陀語這個詞綴好像形成了過去-習慣詞幹)。

- 儘管不太確定同樣這個 *-h₁ 好像潛在於 o-詞幹的主格-賓格雙數中: 梵語 、希臘語 “two wolves”。(梵語中可替代的結尾 - 在梨俱吠陀中出現過，但是最終變成了 o-詞幹雙數的標準形式。)

- - -h₁s- 得出愿望詞幹如梵語 “desires to slay”< *gʷhi-gʷhṇ-h₁s-e-ti- (詞根 *gʷhen-, 梵語 -“slay”)。這是希臘語將來時形式的來源(帶有額外的 thematic 詞綴 *--)，印度-伊朗語也同樣: “will carry”< *bher-ḥ₁s-ye-ti。

- - -yeh₁-/*-ih₁- 是詞根動詞變位的祈愿詞綴，比如(古)拉丁語 siet“may he be”，sīmus“may we be”, 梵語 “may he be”等等。

### *h₂
- - h₂ 可見於中性複數的標記中:  *-ḥ₂ 在輔音詞幹中，*-eh₂ 在元音詞幹中。在保存全部結尾的后代語言中可以見到很多對等和重新建模，拉丁語有遍及整個名詞系統的推廣的 *-(后來正規的縮短為 -a)，希臘語有推廣的 - < *-ḥ₂。

- 在原始印歐語的大多數最初形式中明顯的不存在范疇“陽性/陰性”，并且只有非常少的名詞類型正式的區分兩個性。正式區別通常見於(并非全部)形容詞和代詞中。兩種類型的派生的陰性詞幹都采用 *h₂: 一種類型明顯的派生自 o-詞幹名詞性詞；另一種是顯示在 *-yeh₂- 和 *-ih₂- 之間變換的元音變換類型。二者都特殊的對主格單數沒有實際標記，并且至少在 *-eh₂- 類型范圍內，兩件事情似乎是明白的: 它基於了 o-詞幹，并且主格單數可能最初是中性複數。(印歐構詞法的一個古老特點是複數中性名詞以“單數”動詞解釋，并且 *yugeh₂ 很可能不是我們意義上的“yokes”，而是“yokage; a harnessing-up”。) 儘管如此，仍不能輕易在除了安納托利亞語之外的印歐語言中確定“-詞幹”的詳情，并且這種分析對 *-yeh₂-/*-ih₂- 詞幹根本沒有作用，它(像 *eh₂-詞幹一樣)形成陰性形容詞詞幹和派生的名詞(比如梵語 -“goddess”來自 -“god”)但是不像“-詞幹”那樣它沒有以任何中性范疇作為基礎。

- - -eh₂- 好像形成了使役動詞，比如 *new-eh₂-“to renew, make new again”，可見於拉丁語 novāre, 希臘語  和赫梯語 ne-wa-aḫ-ḫa-an-t-(分詞)都是“renew”但是這三個詞都有含藏的意義“plow anew; return fallow land to cultivation”。

- - -h₂- 標記第一人稱單數，帶有稍微混亂的分布: 在 thematic 主動語態中(熟悉的希臘語和拉丁語 -ō 結尾，和印度-伊朗語 - 結尾)，還在完成時(在 PIE 中實際上不是時態)中: *-h₂e，如希臘語 “I know” < *woyd-h₂e。它是赫梯語結尾 -ḫḫi 的基礎，比如 da-aḫ-ḫi“I take”< *-ḫa-i (最初的 *-ḫa 修飾以帶有后來的雙元音平滑的主要時態標記)。

### *h₃
- - -eh₃ 可以暫定識別於“指向格”中。在印歐名詞變格范例中沒有找到這種格，但是這種構造說明了一組古怪的赫梯語形式如 ne-pi-ša“(in)to the sky”, ták-na-a“to, into the ground”, a-ru-na“to the sea”。這些形式有時解釋為結束於 -a < *-ōy 的 o-詞幹與格，這個結尾明確的證實於希臘語和印度-伊朗語和其他一些語言中，但是這種觀點有一個嚴重問題，這些形式在功能上是高度一致的。并且在希臘語和拉丁語中也有合適的副詞: 希臘語 “upwards”，“downwards”，拉丁語 quō“whither?”，eō“to that place”；甚至可能是印度語前置詞/前動詞 “to(ward)”，它沒有滿意的有競爭力的詞源。(這些形式必須區分於形成為結尾於 *-ōd 并帶有獨特的“自從”含義的離格的類似形式: 希臘語 “whence, from where”。)

## 引用
1. ↑  Rasmussen (1999), p. 76
2. 1 2  Rasmussen (1999), p. 77